# OGLE-2016-BLG-1195Lb

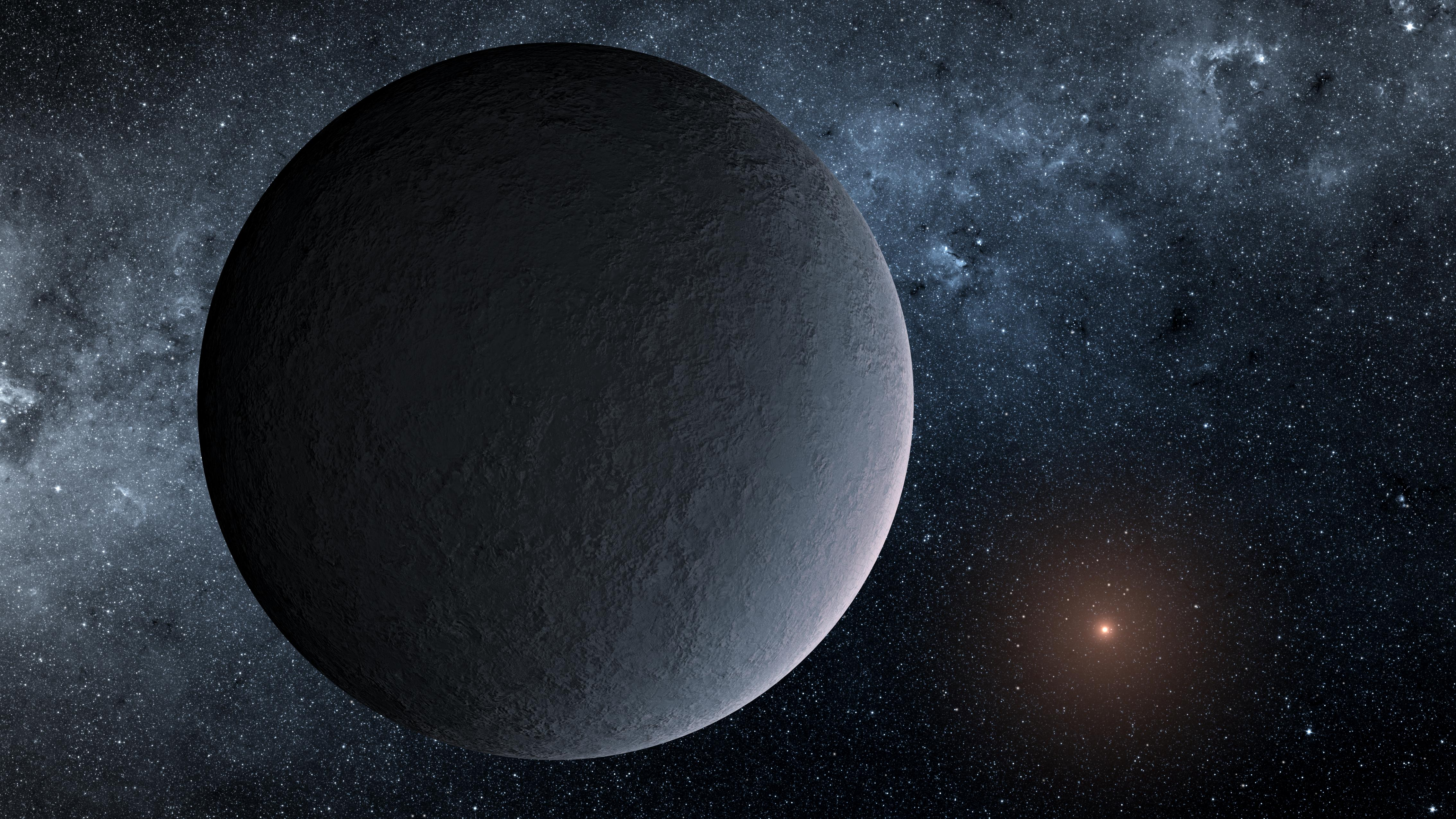
OGLE-2016-BLG-1195Lb의 상상도

OGLE-2016-BLG-1195Lb는 약 13,000 광년에 위치한 외계 행성이다. 태양의 크기의 약 7.8% 정도의 OGLE-2016-BLG-1195L을 돌고 있다. 이 행성은 2017년에 발견되었다. 미세중력렌즈 현상을 사용하여 한국천문연구원 및 스피처 우주 망원경이 발견했다. 지구와 비슷한 질량을 지니고 있으며 지구가 태양으로부터 오는 것처럼 모항성과 거의 같은 거리에 위치해 있다. 그러나 모항성은 별이 아닐 정도로 작다. 갈색 왜성일 가능성도 있다. 모항성의 질량 때문에 너무 추워 거주 할 수 없을 것으로 예상된다.

## 같이 보기
- 글리제 581 c
- 글리제 581 g
- OGLE-2005-BLG-169Lb
- OGLE-2005-BLG-390Lb
- OGLE-2016-BLG-1190Lb
- 광학 중력 렌즈 실험
- 행성 거주가능성